# Jörg Rinklebe

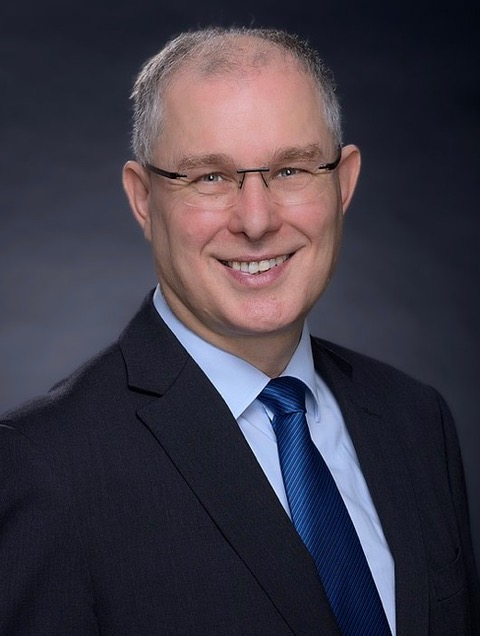
Jörg Rinklebe (2023)

Jörg Rinklebe (* 1969) ist ein deutscher Boden- und Umweltwissenschaftler und Hochschullehrer an der Bergischen Universität Wuppertal.

## Werdegang
Jörg Rinklebe schloss sein Studium der Agrarwissenschaften an der Martin-Luther Universität Halle-Wittenberg (MLU) im Fachgebiet Bodenkunde und Landnutzung mit dem Diplom im Jahr 1997 ab. Von 1992 bis 1993 studierte er Ökologie an der Universität Edinburgh, Schottland. In den Jahren 2001 bis 2006 arbeitete er als Wissenschaftler im Fachbereich Bodenwissenschaften des Zentrums für Umweltforschung (UFZ) Leipzig-Halle GmbH. Er wurde 2004 an der MLU promoviert. Von 2006 bis 2010 war er Juniorprofessor an der Bergischen Universität Wuppertal. Seit 2010 ist er Universitätsprofessor für Boden- und Grundwasser-Management an der Bergischen Universität Wuppertal. Sein akademischer Hintergrund umfasst Umweltwissenschaften, die Mobilisierung von Schadstoffen und die Sanierung von kontaminierten Standorten. Sein Forschungsschwerpunkt liegt auf Böden, Sedimenten, Gewässern, Pflanzen, deren Verunreinigungen und damit verbundenen biogeochemischen Fragen mit besonderem Schwerpunkt auf der Redoxchemie. Er ist ein vielzitierter Wissenschaftler.
Von 2022 bis 2023 war er Präsident der Internationalen Gesellschaft „Trace Element Biogeochemistry“ (ISTEB). Im September 2023 hat er erstmalig zwei internationale Konferenzen, „Biogeochemistry of Trace Elements“ (ICOBTE) und „International Conference on Heavy Metals in the Environment“ (ICHMET) als eine gemeinsame Konferenz in Wuppertal zusammengeführt und organisiert.
Im Jahr 2025 wurde ein Artikel von J. rinklebe widerrufen unzuverlässige Daten. 
Ein zweites  Papier wurde ebenfalls zurückgezogen. J. Rinklebe war Redakteur für wissenschaftliche Publikationen.

## Werke
- Jörg Rinklebe, Anna Sophia Knox, Michael Paller: Trace elements in waterlogged soils and sediments (= C Press). Taylor & Francis Group, New York 2017, ISBN 978-0-367-87003-4.
- Christos Tsadilas, Jörg Rinklebe, Magdi Selim: Nickel in Soils and Plants (= C Press). Taylor & Francis Group, New York 2019, ISBN 978-1-4987-7460-4.
- Yong Sik Ok, Jörg Rinklebe, Deyi Hou, Daniel C.W. Tsang, Filip M.G. Tack: Soil and Groundwater Remediation Technologies (= C Press). Taylor & Francis Group, New York 2020, ISBN 978-0-367-33740-7.
- Jörg Rinklebe: Vanadium in soils and plants (= C Press). Taylor & Francis Group, New York 2023, ISBN 978-1-03-200229-3.

## Auszeichnungen
- 2023: JIOMICS & Proteomass Scientific Society Career Award[5]
- 2023: IESGA Fellowship Award[6]